# Stadio Giovanni Biazzo
Lo stadio comunale Giovanni Biazzo, conosciuto come campo ENAL, è un impianto sportivo dedicato al calcio situato a Ragusa. Fu il primo campo calcistico della città.

## Storia
Costruito nel 1928, ed inaugurato con una partita fra le rappresentative di Ragusa e di Rosolini, ospitò le partite dell'Unione Sportiva Ragusa fino al 1972, anno in cui fu inaugurato l'attuale stadio Aldo Campo di contrada Selvaggio.
La tribuna originaria dello stadio si trovava sul lato nord-est del campo ed aveva una lunghezza di circa 60m per una capienza di 800 spettatori. Demolita durante gli anni settanta fu sostituita da una struttura di modeste dimensioni sul lato sud-ovest. Negli anni novanta sul sito della vecchia tribuna è stato realizzato un campetto per calcio a cinque. Oltre alle partite di calcio il campo Enal ha ospitato gli incontri di rugby del Ragusa Padua durante i primi anni in cui la squadra ha militato nel campionato di Serie B. Nel 2009 lo stadio è stato ristrutturato ed il terreno di gioco in terra battuta è stato rimpiazzato con una superficie in erba sintetica. Costruito in quella che allora era la periferia sud della città, oggi l'impianto si ritrova al centro dell'agglomerato urbano di Ragusa e viene usato per le partite di Prima Categoria.